# Бертрам фон Алефелдт
Бертрам фон Алефелдт (на немски: Bertram von Ahlefeldt; * 1508; † 16 април 1571) е граф, благородник от род Алефелдт/Алефелд от Холщайн, собственик на имението Лемкулен в района на Пльон в Шлезвиг-Холщайн, амтман на Фленсбург.
Той е син на Клауз II фон Алефелдт († 1544/1545) и съпругата му Доротея фон Погвиш, дъщеря на Бертрам фон Погвиш. господар на Доберсдорф († 1495) и Катарина фон Хеестен.
Баща му е господар на Лемкул, Нортзее, датски таен съветник, амтман на Еутин и Лилбе, Тондерн, 1490 г. записан да следва в Росток. Сестра му Кристина фон Алефелдт (* пр. 1504) се омъжва пр. 1518 г. за съветника Бартолд фон Паркентин (* пр. 1471; † сл. 1516).
Бертрам фон Алефелдт е от 1539 до 1550 г. амтман на Зьондерборг, по-късно амтман на Нордборг и щатхалтер в херцогствата в Шлезвиг-Холщайн. През 1559 г. той е член на военния съвет и довереник на крал Фредерик II от Дания и Норвегия, на когото през 1559 г. спасява живота в последната битка. От 1560 г. до смъртта си той е амтман на Фленсбург.

## Фамилия
Бертрам фон Алефелдт се жени на	20 юли 1541 г. в Итцехое за Доротея фон Рантцау (* в Итцехое), дъщеря на Повл (Павел) Рантцау-Хоенфелде († 1521) и Абел Марквардсдатер Брайде († 1533). Съпругата му е племеница на Йохан Рантцау (1492 – 1565) и Кай Хенриксен Рантцау († сл. 1560). Те имат седем деца между тях:
- Абел фон Алефелдт, омъжена за Арндт фон Вайе († сл. 1583)
- Бенедикт фон Алефелдт (* 1546 в Лемкулен, Пльон; † 30 януари или юни 1606), кралски-холщайнски съветник, маршал, женен 1582 г. за Олегард Рантцау (1565 – 1619)
- Доротея Алефелдт (* 1553, Лемкулен, Пльон; † 1635, Лютиенбург), омъжена 1581 г. за Ото Ревентлов (* пр. 1561; † 27 март 1618)